# Kirtivarman I
Kirt(t)ivarman I was koning van de Chalukya's, India van tussen 566 en 597.

## Context
Kirtivarman was de zoon en opvolger van de stichter Chalukya-dynastie, Pulakesin I. Kirtivarman erfde een klein koninkrijk rond Vatapi en breidde het aanzienlijk uit. Op zijn hoogtepunt strekte zijn koninkrijk zich uit van de Konkankust van het huidige Maharashtra in het noorden tot het district Shimoga van Karnataka in het zuiden en van de Arabische Zee in het westen tot de districten Kurnool en Guntur (Andhra Pradesh) in het oosten.
Kirtivarman wordt beschreven als een rechtvaardig heerser. Hij had minstens drie zonen, waaronder Pulakeshin II en Kubja Vishnuvardhana. Toen Kirtivarman in 597 stierf was zijn oudste zoon Pulakeshin II nog te jong, zijn broer Mangalesa volgde hem op.